# Beautiful (singel Michele Morronego)
Beautiful – singel włoskiego piosenkarza i aktora Michela Morrone wydany poprzez wytwórnię Polydor Records i Universal Music Group 5 marca 2021 roku.

## Autorstwo i historia wydania
Utwór został napisany i skomponowany przez Thomasa Stengaarda, Wrethova, Carla Lehmanna, Michela Morrone oraz Tima North. Produkcją zajął się pierwszy z wyżej wymienionych artystów.
Został on wydany jako singel w formacie digital download, streaming oraz MP3 5 marca 2021 roku poprzez wytwórnię Polydor Records (digital download/streaming) lub Polydor Germany i Universal Music Group (MP3).

## Odbiór komercyjny
Singel dostał się do kilku notowań na terenie Polski, m.in. na 8. pozycję Balladowej Listy Przebojów Radia FaMa, 30. miejsce Listy Przebojów „Raga Top” Radia Olsztyn, czy do propozycji notowania Radia Eski Gorąca 20.
Utwór stał się także popularny w serwisach streamingowych: w iTunes został zanotowany na liście przebojów Polski, Azerbejdżanu, Bułgarii, Danii, Hiszpanii, Litwy, Nowej Zelandii, Rosji oraz Wielkiej Brytanii. Został zanotowany również na 42. pozycji listy przebojów Apple Music w Polsce oraz Tadżykistanie.
Został on odtworzony prawie 1,5 miliona razy w serwisie Spotify.

## Teledysk
Teledysk został opublikowany 2 dni po premierze utworu: 7 marca 2021. Był on 9. najczęściej odtwarzanym wideo w serwisie YouTube na terenie Polski w marcu 2021 roku.

## Wykonania na żywo
Pierwsze wykonanie utworu na żywo odbyło się podczas wirtualnego koncertu Michela 11 marca 2021 roku.

## Listy utworów
| Digital download / media strumieniowe | Digital download / media strumieniowe | Digital download / media strumieniowe |
| Nr                                    | Tytuł utworu                          | Długość                               |
| ------------------------------------- | ------------------------------------- | ------------------------------------- |
| 1.                                    | „Beautiful”                           | 2:43                                  |

## Twórcy
|  | - Borotalco.tv – produkcja - Fabrizio Conte – reżyseria, scenarzysta - Matteo Stefani – produkcja - Michele Morrone, Rebecca Greco Zeru – aktorzy - Elena Andreutti, Alessandro Guida – produkcja - Monica Conte – produkcja, casting - Enrico Di Paola – menadżer producenta - Alessandro Guida – reżyseria - Francesco Di Pierro – operator filmowy - Nicola Daino – operator steadicam - Luca Onofri – ostrzyciel - Lucio Casellatto – asystent - Giuseppe Savoca – gaffer - Marco Alagia – best boy - Niccolò Casini – menadżer - Shadi Soloh – operator drona - Fausto Masi – asystent operatora drona - Galiano SFX, Giovanni Antonini, Andrea Ferrarello – efekty specjalne - Claudio Beltrami – gradacja kolorystyczna - Arianna Tersigni – projektant - Giovanni Salaris – stylista fryzur - Giuseppe Foglia – backstage | - Thomas Stengaard – produkcja, wokal w tle, bas, perkusja, gitara, syntezatory, miksowanie, inżynier dźwięku - Michele Morrone – muzyka, słowa, wokal - Anderz Wrethov – muzyka, słowa - Carl Lehmann – muzyka, słowa - Tim North – muzyka, słowa, wokal w tle - Hans-Philipp Graf – mastering - Aiko Rohd – miksowanie - Arash – inżynier dźwięku - Robert Uhlmann – inżynier dźwięku |

## Historia wydania
| Obszar     | Data         | Format                      | Wersja   | Wytwórnia                       | Przypis |
| ---------- | ------------ | --------------------------- | -------- | ------------------------------- | ------- |
| Cały świat | 5 marca 2021 | digital download, streaming | oryginał | Polydor                         | [ 3 ]   |
| Cały świat | 5 marca 2021 | digital download, streaming | oryginał | Polydor Germany/Universal Music | [ 2 ]   |